# Kaheem Parris
Kaheem Anthony Parris (Kingston, 6 gennaio 2000) è un calciatore giamaicano, attaccante del Sabah e della nazionale giamaicana.

## Carriera

### Club
La sua carriera inizia nel Kingston City in Australia. L'anno successivo ritorna in patria tra le file del Cavalier, con cui in due anni totalizza 39 presenze e 8 reti. Nel 2019 approda in Europa per firmare con il Domžale, formazione della massima divisione slovena. Nel febbraio 2020 passa in prestito al Krka, in seconda divisione slovena, prestito che viene ulteriormente esteso anche per la stagione 2020-2021. Nell'estate del 2021 viene acquistato a titolo definitivo dal Koper, squadra della massima divisione slovena.

### Nazionale
Il 28 agosto 2017 ha esordito con la nazionale giamaicana giocando l'amichevole vinta per 1-2 contro il Trinidad e Tobago.
Ha partecipato alla CONCACAF Gold Cup 2023.

## Statistiche

### Presenze e reti nei club
Statistiche aggiornate al 5 giugno 2022.
| Stagione        | Squadra         | Campionato      | Campionato | Campionato | Coppe nazionali | Coppe nazionali | Coppe nazionali | Coppe continentali | Coppe continentali | Coppe continentali | Altre coppe | Altre coppe | Altre coppe | Totale | Totale |
| Stagione        | Squadra         | Comp            | Pres       | Reti       | Comp            | Pres            | Reti            | Comp               | Pres               | Reti               | Comp        | Pres        | Reti        | Pres   | Reti   |
| --------------- | --------------- | --------------- | ---------- | ---------- | --------------- | --------------- | --------------- | ------------------ | ------------------ | ------------------ | ----------- | ----------- | ----------- | ------ | ------ |
| 2017-2018       | Cavalier        | PL              | 19         | 5          |                 | -               | -               |                    | -                  | -                  |             | -           | -           | 19     | 5      |
| 2018-2019       | Cavalier        | PL              | 20         | 3          |                 | -               | -               |                    | -                  | -                  |             | -           | -           | 20     | 3      |
| Totale Cavalier | Totale Cavalier | Totale Cavalier | 39         | 8          |                 | -               | -               |                    | -                  | -                  |             | -           | -           | 39     | 8      |
| 2019-feb. 2020  | Domžale         | 1.SNL           | 1          | 0          | CS              | 0               | 0               | UEL                | 0                  | 0                  |             | -           | -           | 1      | 0      |
| feb.-giu. 2020  | Krka            | 2.SNL           | 1          | 1          |                 | -               | -               |                    | -                  | -                  |             | -           | -           | 1      | 1      |
| 2020-2021       | Krka            | 2.SNL           | 19+2       | 16+1       |                 | -               | -               |                    | -                  | -                  |             | -           | -           | 21     | 17     |
| Totale Krka     | Totale Krka     | Totale Krka     | 22         | 18         |                 | -               | -               |                    | -                  | -                  |             | -           | -           | 22     | 18     |
| 2021-2022       | Koper           | 1.SNL           | 34         | 10         | CS              | 4               | 2               |                    | -                  | -                  |             | -           | -           | 38     | 12     |
| Totale carriera | Totale carriera | Totale carriera | 96         | 36         |                 | 4               | 2               |                    | 0                  | 0                  |             | -           | -           | 100    | 38     |

### Cronologia presenze e reti in nazionale
| Cronologia completa delle presenze e delle reti in nazionale ― Giamaica | Cronologia completa delle presenze e delle reti in nazionale ― Giamaica | Cronologia completa delle presenze e delle reti in nazionale ― Giamaica | Cronologia completa delle presenze e delle reti in nazionale ― Giamaica | Cronologia completa delle presenze e delle reti in nazionale ― Giamaica | Cronologia completa delle presenze e delle reti in nazionale ― Giamaica | Cronologia completa delle presenze e delle reti in nazionale ― Giamaica | Cronologia completa delle presenze e delle reti in nazionale ― Giamaica |
| Data                                                                    | Città                                                                   | In casa                                                                 | Risultato                                                               | Ospiti                                                                  | Competizione                                                            | Reti                                                                    | Note                                                                    |
| ----------------------------------------------------------------------- | ----------------------------------------------------------------------- | ----------------------------------------------------------------------- | ----------------------------------------------------------------------- | ----------------------------------------------------------------------- | ----------------------------------------------------------------------- | ----------------------------------------------------------------------- | ----------------------------------------------------------------------- |
| 25-8-2017                                                               | Port of Spain                                                           | Trinidad e Tobago                                                       | 1 – 2                                                                   | Giamaica                                                                | Amichevole                                                              | -                                                                       | 81’                                                                     |
| 29-4-2018                                                               | North Sound                                                             | Antigua e Barbuda                                                       | 0 – 2                                                                   | Giamaica                                                                | Amichevole                                                              | -                                                                       | 80’                                                                     |
| 17-8-2018                                                               | Saint George's                                                          | Grenada                                                                 | 1 – 5                                                                   | Giamaica                                                                | Amichevole                                                              | -                                                                       | 60’                                                                     |
| 14-11-2020                                                              | Riad                                                                    | Arabia Saudita                                                          | 3 – 0                                                                   | Giamaica                                                                | Amichevole                                                              | -                                                                       | 46’                                                                     |
| 4-6-2022                                                                | Paramaribo                                                              | Suriname                                                                | 1 – 1                                                                   | Giamaica                                                                | CONCACAF Nations League 2022-2023 - 1º turno                            | -                                                                       | 71’                                                                     |
| 7-6-2022                                                                | Kingston                                                                | Giamaica                                                                | 3 – 1                                                                   | Suriname                                                                | CONCACAF Nations League 2022-2023 - 1º turno                            | -                                                                       | 86’                                                                     |
| 27-9-2022                                                               | Harrison                                                                | Giamaica                                                                | 0 – 3                                                                   | Argentina                                                               | Amichevole                                                              | -                                                                       | 79’                                                                     |
| 15-6-2023                                                               | Ritzing                                                                 | Giamaica                                                                | 1 – 2                                                                   | Qatar                                                                   | Amichevole                                                              | -                                                                       | 83’                                                                     |
| 19-6-2023                                                               | Wiener Neustadt                                                         | Giamaica                                                                | 1 – 2                                                                   | Giordania                                                               | Amichevole                                                              | -                                                                       |                                                                         |
| 2-7-2023                                                                | Santa Clara                                                             | Giamaica                                                                | 5 – 0                                                                   | Saint Kitts e Nevis                                                     | Gold Cup 2023 - 1º turno                                                | -                                                                       | 61’                                                                     |
| Totale                                                                  |                                                                         | Presenze                                                                | 10                                                                      |                                                                         | Reti                                                                    | 0                                                                       |                                                                         |

## Palmarès

### Club

#### Competizioni nazionali
- Coppa di Slovenia: 1

Koper: 2021-2022
- Coppa d'Azerbaigian: 1

Sabah: 2024-2025

### Individuale
- Capocannoniere della Druga slovenska nogometna liga: 1

2020-2021 (16 reti)